# 舟を編む
『舟を編む』（ふねをあむ）は、三浦しをんによる日本の小説。女性ファッション雑誌『CLASSY.』に2009年11月号から2011年7月号にかけて連載され、2011年9月16日に光文社より単行本が発売された。雑誌連載時の挿絵や単行本の装画、文庫のカバー装画は、雲田はるこが担当。2012年、本屋大賞を受賞。
「玄武書房」に勤める馬締光也が、新しく刊行する辞書『大渡海』の編纂メンバーとして辞書編集部に迎えられ、個性豊かな編纂者たちが辞書の世界に没頭していく姿を描いた作品。「辞書は言葉の海を渡る舟、編集者はその海を渡る舟を編んでいく」という意味でこの書名が付いている。執筆にあたって、岩波書店および小学館の辞書編集部の取材を行っている。
2013年、石井裕也監督、松田龍平主演で映画化された。2016年10月から12月までテレビアニメが放送された。2024年2月より、池田エライザ主演でテレビドラマ化され、NHK BS・NHK BSプレミアム4Kで放送された。

## あらすじ
出版社・玄武書房では中型国語辞典『大渡海』の刊行計画を進めていた。営業部員の馬締光也は、定年を間近に控えて後継者を探していた辞書編集部のベテラン編集者・荒木に引き抜かれ、辞書編集部に異動することになる。社内で「金食い虫」と呼ばれる辞書編集部であったが、馬締は言葉への強い執着心と持ち前の粘り強さを生かして辞書づくりに才能を発揮してゆく。
作中では『大渡海』の刊行へ向けて編纂が開始される時代と、それから13年以上が経過した時代（映画版では12年後）が舞台であり、実質的に2部構成である。

## 登場人物
担当俳優/声優は実写映画版（2013年版） / ドラマ版（2024年版） / テレビアニメ版（2016年）の順に掲載。
馬締 光也（まじめ みつや）
演 - 松田龍平 / 演 - 野田洋次郎 / 声 - 櫻井孝宏
主人公。玄武書房辞書編集部員。27歳。大学院で言語学を専攻したのち入社して3年目。
入社当初は第一営業部に配属されるが、皮肉が通じず他人の言うことを額面通りに受け取るなど、対人コミュニケーション能力の低さから厄介者扱いを受けていた。しかし言語学専攻のキャリアと言語感覚の鋭敏さを荒木に認められて辞書編集部にヘッドハンティングされ、辞書作りに没頭していく。
「早雲荘」という下宿に学生時代から住み続けている。早雲荘では、窓を開けると「トラさん」というトラ猫が挨拶にやって来る。
馬締は自室の壁面を全て書棚で覆うのみならず、早雲荘の1階にある部屋を自らの蔵書で埋め尽くしている。
13年後は主任に昇進し、『大渡海』の編纂を取り仕切る責任者となっている。
なお、「馬締」姓は実在する苗字であり、全国に10世帯ほど存在する。作中では「両親は和歌山出身」と語っている。
林 香具矢（はやし かぐや）
演 - 宮﨑あおい / 演 - 美村里江 / 声 - 坂本真綾
馬締が暮らす下宿「早雲荘」の大家、タケの孫娘。馬締が辞書編集部に抜擢された頃、早雲荘に引っ越してきた。湯島の『梅の実』という店で、板前の見習いをしている。板前の修業のためにかつて交際相手と別れた経験を持つ。
馬締のよき理解者であり、その後結婚する。
13年後は自らの小料理屋を開店している。
荒木 公平（あらき こうへい）
演 - 小林薫 / 演 - 岩松了（43年前：加治将樹） / 声 - 金尾哲夫
玄武書房辞書編集部のベテラン。入社して以来辞書一筋であり、その能力は監修担当の松本から高く評価されている。
定年退職後は嘱託として『大渡海』に携わっている。
西岡 正志（にしおか まさし）
演 - オダギリジョー / 演 - 向井理 / 声 - 神谷浩史
玄武書房辞書編集部員。27歳。入社5年目。
当初は言葉や辞書に対する関心は低かったが、馬締の影響を受け次第に辞書作りに愛着を持ち始める。『大渡海』出版にこぎつけるため、派手に動き、宣伝広告部に異動となる。
大学時代からの腐れ縁である麗美とセックスフレンドのような関係を続けていたが、のちに純粋な恋愛関係となり結婚する。映画版では職場恋愛という設定に変更されている。
軽薄でチャラい現代風の若者であるが、社交的で対人折衝能力が非常に高く、馬締とは違った方向性で有能な人材である。
13年後も宣伝広告部に在籍しており、四人の子宝に恵まれ子煩悩な父親となっている。『大渡海』のプロモーションで活躍を見せる。
佐々木 薫（ささき かおる）
演 - 伊佐山ひろ子 / 演 - 渡辺真起子 / 声 - 榊原良子
玄武書房辞書編集部の契約社員。
辞書編集部の事務作業を一手に引き受ける中年女性。黙々と着実に仕事をこなす。
タケ
演 - 渡辺美佐子 / 演 - 草村礼子  / 声 - 谷育子
馬締の暮らす下宿「早雲荘」の大家であるおばあさん。香具矢の祖母。トラさんという猫を飼っている。何かと馬締を気にかけてくれる優しい人物。
13年後は既に故人となっており、「早雲荘」は当時馬締と結婚した香具矢が住居として譲り受けた。
岸辺 みどり（きしべ みどり）
演 - 黒木華 / 演 - 池田エライザ / 声 - 日笠陽子
玄武書房辞書編集部員。作中13年後に登場する。女性ファッション誌から配属されてきた、入社3年目の女性編集者。アニメでは8話から登場。
当初は馬締の独特のキャラクターに圧倒されるも、のちに辞書作りに情熱を持ち始めるようになる。
宮本 慎一郎（みやもと しんいちろう）
演 - 宇野祥平 / 演 - 矢本悠馬 / 声 - 浅沼晋太郎
あけぼの製紙の営業部員。『大渡海』にふさわしい辞書用紙の開発に心血を注ぐ。
三好 麗美（みよし れみ）
演 - 池脇千鶴 / 声 - 斎藤千和
西岡の交際相手。大学時代からの腐れ縁であったが、のちに結婚する。
映画版では玄武書房の営業部に勤務する同僚で、西岡とは職場恋愛という設定となっている。束縛癖はあるものの献身的な性格。
松本 朋佑（まつもと ともすけ）
演 - 加藤剛 / 演 - 柴田恭兵（43年前：細田善彦） / 声 - 麦人
『大渡海』監修である老国語学者。荒木と共にさまざまな辞書の編纂に携わり、荒木の能力を高く評価している。
定年前に大学の教授職を辞し、辞書の編纂に人生を捧げてきた情熱家。しかし『大渡海』出版を見ることなく死去する。
映画版では新語、俗語、流行語や誤用も収録しようと努めるなど、かなり先進的で気質の若い学者として描かれている。

## 書誌情報
- 単行本：光文社、2011年9月16日発売、ISBN 978-4-334-92776-9
- 文庫：光文社文庫、2015年3月12日発売、ISBN 978-4-334-76880-5
  - 文庫版のみの特典として「馬締の恋文」が収録されている。

## 映画
主演は松田龍平と宮﨑あおい。2012年夏に撮影され、2013年4月13日に松竹 / アスミック・エースの配給で公開された。監督は石井裕也。英題は（The Great Passage）。映画版では、物語の開始時点で1995年という年代設定がされている。
2013年9月に日本映画製作者連盟により第86回アカデミー賞外国語映画部門日本代表作品（英題:The Great Passage）に選出されている（ノミネートには至らず）。選出時30歳の石井裕也監督は史上最年少での日本代表選出作となった。日本の映画賞では第37回日本アカデミー賞で最優秀作品賞をはじめ6部門の最優秀賞、第68回毎日映画コンクール日本映画大賞、第38回報知映画賞作品賞、第26回日刊スポーツ映画大賞作品賞などを受賞。このほか監督の石井裕也・主演の松田龍平をはじめとするスタッフ・キャストも多くの個人賞を得ている。

### あらすじ（映画）
「1995年」。玄武書房で38年辞書一筋の編集者・荒木公平（小林薫）が定年を迎えようとしていた。荒木の仕事ぶりに惚れ込む辞書監修者の松本朋佑教授（加藤剛）は引き留めようとするが、「病気の妻を介護するため」という荒木の意志は堅い。急遽、社内で荒木の後任探しが始まる。なかなかめぼしい人材が見当たらない中、荒木の部下・西岡正志（オダギリジョー）が密かに社内恋愛で同棲中の三好麗美（池脇千鶴）から言語学部の院卒で変人と噂される馬締光也（松田龍平）の情報を仕入れる。名字の通り性格は生真面目だがコミュニケーション能力に著しく欠ける馬締は社内でも浮いていた。一方で言葉に対する卓越したセンスを持ち合わせ、「右」を定義せよという荒木の質問に合格。松本が熱意を燃やす新しい辞書『大渡海（だいとかい）』の編纂を進める辞書編集部に異動となる。
「ら抜き」や「憮然」のように日々変化を遂げる日本語を解説する「今を生きる辞書」を目指す『大渡海』。見出し語が24万語という大規模なものだった。編集に10年以上を要するのが当たり前という新辞書編纂作業は西岡にとっても初めてのことだったが、馬締は逆に情熱を燃やす。辞書編集部の仕事は気の遠くなるような地味な作業を続ける一方で、新たに産まれる日本語を集めるため様々な場所で用いられる言葉の用例をメモするというものだった。松本は合コンに出席して若い女の子たちの使う言葉の用例を集めるなど率先して取り組んでおり、馬締はその姿勢に心打たれつつも、仕事に対する畏れから膨大な言葉の海で溺れる悪夢を見る。同僚の西岡ですら持て余す馬締だったが、十年以上も下宿している大家のタケ（渡辺美佐子）は数少ない理解者で、馬締を「みっちゃん」と呼んで可愛がり趣味の書籍収集に協力して空き部屋を書庫として利用させていた。また、タケの飼い猫「トラ」は馬締に懐いており、持ち帰りの仕事をする馬締の足元で眠るのが日課となっていた。
ある満月の夜、トラが上の部屋で鳴くのを耳にした馬締はタケの部屋を訪ね、そこで絶世の美女・林香具矢（宮﨑あおい）と出会い一目惚れしてしまう。香具矢はタケの孫で板前修業のため京都から東京に出てきて同居を始めたのだった。初めての恋に動揺し、仕事が手につかなくなった馬締を見かねた辞書編集部の面々は、契約社員・佐々木薫（伊佐山ひろ子）の機転で、揃って香具矢の働く料亭を訪れる。香具矢を一目見た西岡は「あの容姿なら彼氏の一人や二人居てもおかしくない」と馬締をからかう。松本は「恋」という言葉の語釈を馬締に担当させる。ある夜、帰宅した香具矢が包丁を研ぐ様に見とれていた馬締はかかってきた電話に応対する。それは香具矢の別れた恋人からのものだった。
数日後、日曜日だというのに部屋に籠もって仕事をする馬締のところに、香具矢の作った煮物を手にしたタケがやってくる。そして、合羽橋に買い物に行きたいという香具矢を馬締に案内させる。熱心に包丁の説明をする香具矢の言葉を馬締は用例集にメモする。買い物を終えた香具矢は「遊園地に行こう」と馬締を誘う。観覧車の中で寂しそうに外を見ていた香具矢は「板前を目指す女っておかしいかな?」とつぶやく。いつもは返答に窮し、もぞもぞする馬締だがこのときばかりは「そんなことはない」と即答。「あなたの作る料理は好きです」と答える。やがて、荒木が退社していく。香具矢への告白を促されていた馬締は「恋文」を書き上げ、西岡に意見を求めるが、西岡は一目見るなり唖然とする。よりによって毛筆による行書体で書かれていた。「戦国武将じゃあるまいし」と呆れる西岡は三好からの電話で飛び出して行く。
社内で『大渡海』の出版中止が取り沙汰されており、その中心となっていたのは村越局長（鶴見辰吾）だった。「恋文」どころではなくなった西岡は「インパクトがあるし、お前に興味があれば読もうとするだろう」と「恋文」を馬締に返した。下宿に戻った馬締は夕食の席で香具矢に「恋文」を渡す。辞書編集部は「外部発注の既成事実により出版中止を撤回させる」という西岡の策により発注先の学者・文化人に電話攻勢をかけて『大渡海』を喧伝。出版中止は社のメンツに関わる状態にした上で村越に談判しに行く西岡に馬締も同行を申し出る。村越は辞書編集部の赤字体質に苦言を呈し、「出版の頃には電子辞書にとってかわられている」と語り、『大渡海』の編纂を継続するなら、今後、辞書・辞典と名のつく仕事は全て辞書編集部が担当せよと無理難題をふっかけるが、馬締は「やります」と即答する。村越は折れたものの、その後西岡だけが呼ばれ、夜半に編集部に戻った西岡は村越からの話をはぐらかす。
下宿に戻った馬締は帰宅する香具矢からの返答を待っていたが香具矢はひどく怒った様子で帰宅する。「恋文」を差し出し「これがあたしに読めると思う？」と馬締を詰る。内容が気になった香具矢は店の大将の協力で「恋文」を読んで貰ったもののその気恥ずかしさに腹を立てていたのだった。「大事なことだからちゃんと言葉にして」という香具矢に馬締は勇気を振り絞り「好きです」と伝える。香具矢は「あたしもよ」と答えるのだった。馬締が語釈を任された「こい【恋】」は「ある人を好きになってしまい、寝ても覚めてもその人が頭から離れず、他のことが手につかなくなり、身悶えしたくなるような心の状態。 / 成就すれば、天にものぼる気持ちになる。」となる。
一方、西岡は人知れず煩悶していた。仕事帰りに西岡は村越の出版中止撤回の条件として「予算縮小のため二人のうちどちらかを人事異動させる」と伝えられ、「自分が宣伝部に異動する」と馬締に打ち明ける。西岡の対外交渉力など自分にない力を認める馬締は「それは困る」と伝えるが、「お前から『大渡海』を取り上げられない」と胸中を明かす。もとは嫌々だった西岡も『大渡海』に情熱を持ち、馬締に友情も感じるようになっていたのだ。そんな西岡を心配する三好からの電話を取り上げた馬締は西岡と三好を下宿に招く。その席で酔った西岡は三好との結婚を宣言し、酔い潰れて馬締の部屋に泊まるのだった。
それから12年後。馬締と香具矢は入籍。二人を結びつけたタケとトラは他界していた。馬締が主任となった編集部には妻を喪った荒木が嘱託として戻っていた。いよいよ出版を翌年に控えて忙しくなる辞書編集部に岸辺みどり（黒木華）が異動してくる。元はファッション誌の編集者だった岸辺は5度目の校正に入ろうという『大渡海』編集の仕事と曲者揃いの編集部に辟易していた。それでも仕事熱心な岸辺が残業していると宣伝部の西岡が訪ねてくる。西岡は岸辺がチェック中の原稿から「ダサい」という単語を引っ張り出す。そこには用例として「酔った勢いでプロポーズするのはダサい」と書かれていた。西岡はそれが自分の書いた語釈（解釈）で「用例は実体験に基づく」と打ち明ける。自分の言葉が辞書に載るという醍醐味を知った岸辺は辞書編集者としての自覚に目覚め、熱意を燃やすようになる。校正作業の合間にも日本語は増え続けている。馬締と松本はファーストフードで女子高生たちの会話にも耳を澄ませるなど用例収集を続けていた。辞書編集部は多くの大学生をアルバイトに雇い入れ、連日詰めの校正作業に追われていた。陣中見舞いにやってきた村越は「『大渡海』の出版が翌年3月に正式決定した」と伝える。西岡もその宣伝に奔走していた。
夏が過ぎ、松本と共に香具矢の店を訪れた馬締は松本の体調が思わしくないことを知る。その一方、編集部では学生からの指摘で単語の欠落が発覚する。急遽、校正作業は一時中断となり、他にも単語抜けがないかのチェック作業をすることになる。泊まり込み作業のため帰宅した馬締のもとに松本が入院したという連絡が入る。馬締の代理で見舞いに出向いた香具矢は松本の妻千恵（八千草薫）と交流を深める。検査入院という名目だったが、馬締は荒木と共に退院した松本を訪ね、体調は芳しくないと悟る。余命が尽きようとしている松本のためにも『大渡海』の完成を急ぐ馬締は正月もないほど仕事に没頭するが、雪の降る日、版の完成を待たず松本は他界する。
馬締と荒木の最終チェックが完了し、『大渡海』の原稿は完成。疲労困憊だった学生たちも大事業を為し得た悦びにわきかえる。3月、『大渡海』出版を祝う華々しい披露パーティが協力者たちを招いて催される。だが、馬締の表情は晴れない。最大の功労者である松本は遺影となって宴席の片隅に居た。馬締と同じ思いの荒木は1通の封書を差し出す。それは死の間際の松本が荒木に宛てた手紙だった。そこには荒木と馬締への感謝の言葉、仕事を完結できなかった無念さ、辞書の編纂という仕事に携われたことに対する喜びが書かれていた。翌日からは『大渡海』の改訂作業が始まる。馬締と荒木のポケットには用例集の束が詰め込まれていた。後日、馬締と香具矢は松本の墓前に報告するため千恵を訪ねる。東京に帰る二人はタクシーを止め、しばし松本の愛した海に見入る。「これからもよろしくお願いします」と感謝を表す馬締に香具矢は苦笑するのだった。

### 公開
日本では全国237スクリーンで公開され、動員数ランキング（興行通信社、文化通信社、配給元など調べ）で初登場3位となり、土日2日間は20代 - 60代の女性を中心に動員9万3,065人、興収1億1,374万4,400円を記録した。公開3週目時点のランキングでは10位で、累計動員42万1,703人、累計興収4億9,672万1,550円となっている。その後、観客動員は68万人を、興行収入は8億円を超えている。最終興収は8.27億円。2014年2月8日から、数々の映画賞受賞を受けて『凱旋公開』が全国で行われた。
香港では2013年8月22日から公開され、当初限定公開映画として2スクリーンで封切られたがのちに4スクリーンに拡大され、翌年までロングランの予定で上映されている。現地の評論や口コミなどによりヒットしたとされ、同年11月10日時点で興行収入は213万香港ドル（約2735万円）を突破、観客動員は3万7000人以上となり、同年度に限定公開された日本映画の中ではトップの成績である。
韓国では2014年2月に公開された。
日本国外の映画祭では第37回香港国際映画祭（2013年3月）、第17回プチョン国際ファンタスティック映画祭のビジョン・エクスプレス部門（2013年7月）、第57回ロンドン映画祭（2013年10月）ラフ部門で上映された。2014年には第25回パームスプリングス国際映画祭に出品された。

### キャスト
- 馬締光也：松田龍平
- 林香具矢：宮﨑あおい
- 西岡正志：オダギリジョー
- 岸辺みどり：黒木華
- タケ：渡辺美佐子
- 三好麗美：池脇千鶴
- 村越局長：鶴見辰吾
- 佐々木薫：伊佐山ひろ子
- 松本千恵：八千草薫
- 荒木公平：小林薫
- 松本朋佑：加藤剛
- 宮本慎一郎：宇野祥平
- 江川：森岡龍
- 戸川：又吉直樹
- 小林：斎藤嘉樹
- 編集者：波岡一喜
- ポスターの女優：麻生久美子
- その他：鈴木晋介、外波山文明、並樹史朗、大鷹明良、東加奈子、中別府葵、藤間あゆ美、山谷花純、萩原みのり

### スタッフ
- 監督：石井裕也
- 脚本：渡辺謙作
- プロデューサー：土井智生、五箇公貴、池田史嗣、岩浪泰幸
- 撮影：藤澤順一
- 照明：長田達也
- 美術：原田満生
- 録音：加藤大和
- 編集：普嶋信一
- 音楽：渡邊崇
- 衣装：宮本まさ江
- ヘアメイク：豊川京子
- 特殊メイク：M.E.U（中田彰輝、飯田文江）
- 音響効果：カモメファン（小島彩）
- 「大渡海」関連
  - 辞書制作指導：瀧本多加志（三省堂）、萩原好夫（三省堂）、山本康一（三省堂）、平木靖成（岩波書店）、桑島寛（三省堂印刷）
  - デザイン：井上嗣也
  - ポスタースタイリング：伊賀大介
  - ポスタースチール：新津保建秀
  - ポスターヘアメイク：加茂克也
- 現像：IMAGICA
- スタジオ：日活撮影所
- 製作：「舟を編む」製作委員会（TX、松竹、アスミック・エース、電通、光文社、ABC、TVO、ytv、朝日新聞社、フィルムメイカーズ、リトルモア）
- 製作プロダクション：リトルモア、フィルムメイカーズ
- 特別協力：三省堂、三省堂印刷
- 配給：松竹、アスミック・エース

### 受賞歴
- 第5回TAMA映画賞[18]
  - 最優秀男優賞（松田龍平）※『探偵はBARにいる2』『北のカナリアたち』の演技と合わせて
  - 最優秀新進女優賞（黒木華）※『シャニダールの花』『草原の椅子』の演技と合わせて
- 第38回報知映画賞
  - 作品賞[19]
  - 主演男優賞（松田龍平）[20]
  - 助演女優賞（池脇千鶴） ※『凶悪』『潔く柔く』の演技と合わせて[21]
- 第35回ヨコハマ映画祭
  - 2013年日本映画ベストテン第2位[22]
  - 最優秀新人賞（黒木華）[23]
- 第26回日刊スポーツ映画大賞・石原裕次郎賞
  - 作品賞[24]
  - 主演男優賞（松田龍平）[25]
  - 新人賞（黒木華） ※『草原の椅子』の演技と合わせて[26]
- 2013年度SARVH賞（孫家邦、菊地美世志）
- 第9回サンスポなにわ映画大賞1位
- 2013年度日本映画ペンクラブ賞1位[27]
- 2014年エランドール賞
  - 映画部門 プロデューサー奨励賞（孫家邦）
- 第87回キネマ旬報ベスト・テン
  - 日本映画ベスト・テン第2位
  - 日本映画監督賞（石井裕也）
  - 主演男優賞（松田龍平）
  - 新人女優賞（黒木華）※『シャニダールの花』『草原の椅子』『くじけないで』『まほろ駅前番外地』の演技と合わせて
  - 読者選出日本映画ベスト・テン第1位
- 第37回日本アカデミー賞[28]
  - 最優秀作品賞
  - 最優秀監督賞（石井裕也）
  - 最優秀主演男優賞（松田龍平）
  - 最優秀脚本賞（渡辺謙作）
  - 最優秀録音賞（加藤大和）
  - 最優秀編集賞（普嶋信一）
  - 優秀主演女優賞（宮﨑あおい）
  - 優秀助演男優賞（オダギリジョー）
  - 優秀音楽賞（渡邊崇）
  - 優秀撮影賞（藤澤順一）
  - 優秀照明賞（長田達也）
  - 優秀美術賞（原田満生）
  - 新人俳優賞（黒木華）
- 第68回毎日映画コンクール[29]
  - 日本映画大賞
  - 男優主演賞（松田龍平）
  - 監督賞（石井裕也）
  - 美術賞（原田満生）
- 映画芸術 2013年日本映画ベストテン＆ワーストテン・ベストテン3位[30]
- ムービープラス・アワード 2013[31]
  - 映画ファン大賞邦画部門 第3位
  - 映画ファン大賞俳優賞3位（松田龍平）
  - 映画スペシャリスト大賞俳優賞1位（松田龍平）
- 第23回東京スポーツ映画大賞[32]
  - 作品賞
  - 主演男優賞（松田龍平）
  - 新人賞（黒木華）※『草原の椅子』の演技と合わせて
- 芸術選奨新人賞
  - 映画部門（石井裕也）
- 第23回日本映画批評家大賞[33]
  - 作品賞
  - 主演男優賞（松田龍平）
- 第56回ブルーリボン賞
  - 新人賞（黒木華）
- 東京ドラマアウォード2024 
  - 連続ドラマ部門 優秀賞[34]

### 関連商品
- Blu-ray/DVD - 2013年11月8日発売
  - 初回限定生産豪華版（2枚組）
  - 通常版（1枚組）
- サウンドトラック - 2013年4月3日発売 全22曲

## テレビアニメ
2016年10月より12月まで、フジテレビ「ノイタミナ」枠にて放送された。作内ではサンリオとのコラボで辞書を擬人化したキャラクターが登場するミニコーナー「教えて！じしょたんず」も放送された。辞書出版社とのタイアップで、オープニングには実在の辞書11冊が週替わりで登場した。
2018年第21回文化庁メディア芸術祭アニメーション部門新人賞を黒柳トシマサが受賞した。

### スタッフ（アニメ）
- 原作 - 三浦しをん（光文社文庫刊）
- キャラクター原案 - 雲田はるこ
- 監督 - 黒柳トシマサ
- シリーズ構成 - 佐藤卓哉
- アニメーションキャラクターデザイン - 青山浩行
- 美術設定 - 緒川マミオ
- 美術監督 - 平間由香
- 色彩設計 - 佐藤直子
- 撮影監督 - 本台貴宏
- 編集 - 平木大輔
- 音響監督 - 長崎行男
- 音楽 - 池頼広
- 音楽制作 - フジパシフィックミュージック
- 音楽プロデューサー - 佐野弘明、舩橋宗寛
- 辞書制作監修 / サブタイトル語釈 - 飯間浩明
- プロデューサー - 森彬俊、梅本聡一郎
- アニメーションプロデューサー - 新宅潔
- アニメーション制作 - ZEXCS
- 制作 - 玄武書房辞書編集部（フジテレビジョン、アニプレックス、京楽産業ホールディングス、関西テレビ放送、光文社、電通）

### 「じしょたんず」キャスト
- 海くん - 澁谷梓希
作中で製作している『大渡海』の擬人化キャラクター。純粋な性格で河童の存在を信じていた。
アニメ本編でも出版される際にPRキャラクターとして登場した。
- ヒロシ - ブリドカットセーラ恵美
『広辞苑』の擬人化キャラクター。
- リン太 - 大地葉
『大辞林』の擬人化キャラクター。
- 泉くん - 松田颯水
『大辞泉』の擬人化キャラクター。

### 主題歌
オープニングテーマ「潮風」
作詞・作曲・編曲・歌 - 岡崎体育
エンディングテーマ「I&I」
作詞 - Leola、渡邉亜希子 / 作曲 - 坂詰美紗子 / 編曲 - MANABOON / 歌 - Leola
挿入歌「辞書づくりのうた 〜We are Jisho-tans〜」（「じしょたんず」第4話）
作詞 - KID★ユーイチロー / 作曲・編曲 - 大地葉・澁谷梓希 / 歌 - じしょたんず

### 各話リスト
| 話数   | サブタイトル | 脚本         | 絵コンテ                | 演出         | 作画監督                                                                      | 総作画監督 |
| ------ | ------------ | ------------ | ----------------------- | ------------ | ----------------------------------------------------------------------------- | ---------- |
| 第一話 | 茫洋         | 佐藤卓哉     | 黒柳トシマサ            | 黒柳トシマサ | 島沢ノリコ、高木晴美 野口孝行                                                 | 青山浩行   |
| 第二話 | 逢着         | 黒柳トシマサ | 長屋誠志郎              | 長屋誠志郎   | 新田靖成、島沢ノリコ 佐古宗一郎                                               | 青山浩行   |
| 第三話 | 恋           | 冨田頼子     | 佐々木美和              | 佐々木美和   | 佐々木美和                                                                    | 青山浩行   |
| 第四話 | 漸進         | 木戸雄一郎   | 田頭しのぶ              | 田頭しのぶ   | 田頭しのぶ                                                                    | -          |
| 第五話 | 揺蕩う       | 根元歳三     | 藤井辰己                | 藤井辰己     | 中谷亜沙美、八尋裕子 新田靖成                                                 | 八尋裕子   |
| 第六話 | 共振         | 根元歳三     | 長屋誠志郎              | 長屋誠志郎   | 浅野直之                                                                      | -          |
| 第七話 | 信頼         | 木戸雄一郎   | 黒柳トシマサ            | 光田史亮     | 松下郁子、郷津春奈 神谷友美、中谷亜沙美                                       | 青山浩行   |
| 第八話 | 編む         | 冨田頼子     | 黒柳トシマサ 長屋誠志郎 | 由井翠       | 山崎淳、石井丈裕 小柏奈弓、高野羽二 りお                                      | 青山浩行   |
| 第九話 | 血潮         | 冨田頼子     | 平松禎史                | 佐々木美和   | 新田靖成、島沢ノリコ                                                          | -          |
| 第十話 | 矜持         | 木戸雄一郎   | 長屋誠志郎              | 長屋誠志郎   | 中谷亜沙美、北川大輔 松下郁子、諸貫哲朗 島沢ノリコ                            | 八尋裕子   |
| 最終回 | 灯           | 佐藤卓哉     | 黒柳トシマサ            | 黒柳トシマサ | 郷津春奈、新田靖成 島沢ノリコ、高木晴美 北川大輔、松本翔吾 戸丸昌洋、佐藤静香 | 青山浩行   |

### 放送局
| 放送期間                      | 放送時間                     | 放送局             | 対象地域       |
| ----------------------------- | ---------------------------- | ------------------ | -------------- |
| 2016年10月14日 - 12月23日     | 金曜 0:55 - 1:25（木曜深夜） | フジテレビ         | 関東広域圏     |
|                               |                              | 岩手めんこいテレビ | 岩手県         |
|                               |                              | さくらんぼテレビ   | 山形県         |
|                               | 金曜 1:00 - 1:30（木曜深夜） | テレビ愛媛         | 愛媛県         |
|                               | 金曜 1:20 - 1:50（木曜深夜） | 秋田テレビ         | 秋田県         |
|                               | 金曜 1:35 - 2:05（木曜深夜） | テレビ静岡         | 静岡県         |
|                               | 金曜 1:45 - 2:15（木曜深夜） | 新潟総合テレビ     | 新潟県         |
|                               |                              | テレビくまもと     | 熊本県         |
|                               | 金曜 1:55 - 2:25（木曜深夜） | 福島テレビ         | 福島県         |
|                               |                              | 関西テレビ         | 近畿広域圏     |
|                               |                              | テレビ西日本       | 福岡県         |
|                               | 金曜 2:00 - 2:30（木曜深夜） | テレビ新広島       | 広島県         |
|                               | 金曜 2:05 - 2:35（木曜深夜） | 鹿児島テレビ       | 鹿児島県       |
|                               | 金曜 2:10 - 2:40（木曜深夜） | 仙台放送           | 宮城県         |
|                               | 金曜 2:20 - 2:50（木曜深夜） | 東海テレビ         | 中京広域圏     |
| 2016年10月15日 - 12月24日     | 土曜 0:55 - 1:25（金曜深夜） | サガテレビ         | 佐賀県         |
| 2016年10月17日 - 12月26日     | 月曜 2:15 - 2:45（日曜深夜） | 北海道文化放送     | 北海道         |
| 2016年10月19日 - 12月28日     | 水曜 1:55 - 2:25（火曜深夜） | 長野放送           | 長野県         |
| 2016年12月6日 - 2017年2月21日 | 火曜 1:40 - 2:10（月曜深夜） | 山陰中央テレビ     | 鳥取県・島根県 |

| 配信期間                  | 配信時間                  | 配信サイト             | 備考                                    |
| ------------------------- | ------------------------- | ---------------------- | --------------------------------------- |
| 2016年10月14日 - 12月23日 | 金曜 3:00（木曜深夜）更新 | Amazonプライム・ビデオ | 第1話は10月12日（水） 24:00から先行配信 |

### BD / DVD
| 巻 | 発売日        | 収録話         | 規格品番   | 規格品番   |
| 巻 | 発売日        | 収録話         | BD限定版   | DVD限定版  |
| -- | ------------- | -------------- | ---------- | ---------- |
| 上 | 2017年1月25日 | 第1話 - 第7話  | ANZX-12671 | ANZB-12671 |
| 下 | 2017年3月22日 | 第8話 - 第11話 | ANZX-12673 | ANZB-12673 |

| フジテレビ ノイタミナ | フジテレビ ノイタミナ | フジテレビ ノイタミナ |
| 前番組                | 番組名                | 次番組                |
| --------------------- | --------------------- | --------------------- |
| バッテリー            | 舟を編む              | クズの本懐            |

## 漫画
2016年10月7日発売の『ITAN』2016年34号より、テレビアニメのキャラクター原案を担当する雲田はるこ作画によるコミカライズが連載され、単行本（上・下巻）が刊行された。

## テレビドラマ
『舟を編む 〜私、辞書つくります〜』（ふねをあむ わたし じしょつくります）のタイトルで、2024年2月18日から4月21日までNHK BSプレミアム4Kの「プレミアムドラマ」で放送された。主演は池田エライザ。今作の年代設定は2017年としている。
2025年6月17日より、NHK総合「ドラマ10」枠にて地上波で放送。

### キャスト（テレビドラマ）

#### 主要人物
岸辺みどり
演 - 池田エライザ（幼少期：宮崎莉里沙、幼児期：矢野朔子）
大手出版社・玄武書房の若手社員。ある日突然、ファッション誌編集部から辞書編集部に異動。
馬締光也
演 - 野田洋次郎
玄武書房の辞書編集部主任。

#### 玄武書房
五十嵐十三
演 - 堤真一
代表取締役社長
西岡正志
演 - 向井理
宣伝部で元・辞書編集部員。馬締の唯一の友達。
渡瀬凛子
演 - 伊藤歩
ファッション誌「VIVIAN」編集長。

##### 辞書編集部
荒木公平
演 - 岩松了（43年前：加治将樹）
玄武書房の元・辞書編集部員で現在は社外編集者。馬締を辞書編集部にスカウトした張本人。
佐々木薫
演 - 渡辺真起子
事務作業を担う契約社員。
天童充
演 - 前田旺志郎（8歳時：眞島煌芽）
アルバイトリーダー。現役の大学院修士課程の学生。同性のパートナーがいる。
松本朋佑
演 - 柴田恭兵（43年前：細田善彦）
日本語学者。中型辞書『大渡海』の監修者。

#### 周辺人物
宮本慎一郎
演 - 矢本悠馬
製紙企業「あけぼの製紙」の用紙担当。
馬締香具矢
演 - 美村里江
馬締の配偶者。旧姓：林。馬締が下宿していた大家の孫娘。神楽坂にある小料理屋「月の裏」の料理長。
秋野蘭太郎
演 - 勝村政信（子供時代：藤田要）
明峰文化大学 教授。
ハルガスミツバサ
演 - 柄本時生
ブックデザイナー。
松本千鶴子
演 - 鷲尾真知子
松本の妻。
中村昇平
演 - 鈴木伸之
みどりの彼氏。

#### みどりの家族
若葉
演 - 森口瑤子
みどりの母。
岸辺慎吾
演 - 二階堂智
みどりの父。
萩原さつき
演 - 金澤美穂（幼少期：安田世理）
みどりの姉。

#### その他
岸辺真帆
演 - 野呂佳代
慎吾の再婚相手。

#### ゲスト
第1話
市川真由子、松戸明日菜、美浜恵梨香
演 - 木越明（第2話・第6話回想・最終話）、中村加弥乃（第2話・第6話回想・最終話）、西野凪沙（第2話・第6話回想・最終話）
みどりのファッション誌編集部時代の同僚。
第2話
男性
演 - 飛田一樹
天童充のパートナー。
第3話
タケおばさん
演 - 草村礼子（第6話・第8話 - 最終話）
馬締が下宿している「早雲荘」の大家。
少年
演 - 村上秋峨
秋野蘭太郎が想像する少年。水木しげるを図書館で調べている。
佐々木の夫
島崎義久

第4話
夏川実
演 - 肥後克広
「大渡海」の挿絵を担当する画家。2年前に死去。
夏川颯太
演 - 戸塚純貴（幼少期：白鳥廉）
実の息子。画家。編集部の求めに応じて父親のイラストを修正する。
学生アルバイト
演 - 澤奈央（第8話・第9話）、六車勇登（第8話・第9話）、北澤響（第8話・第9話）、田村魁成（第8話・第9話）、上川拓郎（第8話・第9話）
「大渡海」の編集部に天童によって集められた国文科の学生たち。
客
演 - 望月寛子（第3話、第5話）、羽野敦子（第5話）
回想シーンで美容院に来ていた若葉の客。
客
演 - 市川理矩、星川祐樹
作業員服で蕎麦屋に来た「イキった」若者ふたり。
リポーター
演 - 田中宏美
日中仕事が捗らない現象「睡眠負債」について伝えるワイドショーのリポーター。
見習い
演 - 曽根翔斗（第7話・最終話）
「月の裏」の見習いスタッフ。
第5話
小林愛斗（こばやし まなと）
演 - 阿久津将真
辞書引き学習会に参加した神徳学園に通う子供。母親が言った「うむん」という言葉を探している。
小林恵美
演 - 村川絵梨
愛斗の母。
萩原杏、萩原桃
演 - 山本紗々萊、室伏凛香
さつきの娘。
女の子
演 - 木村日鞠
辞書引き学習会に参加した子供。「うむん」という言葉を探す愛斗に持っていた辞書を奪われそうになる。
第6話
小堺、安田
演 - 師岡広明（第8話）、古川順（第8話）
「あけぼの製紙」静岡工場の開発部と技術部の人間。
りょんぴー / 如月涼太郎
演 - 遠藤健慎
読モ時代のみどりと噂になったアイドル。みどりがSNSで匂わせていると大炎上した。
役員
演 - 中野剛（第7話）、世志男（第7話）、潟山セイキ（第7話）
玄武書房の役員。
女性
演 - 兼安愛海
玄武書房の辞書引き学習会楽しかった、とみどりが写った写真付きでSNSに投稿した女性。
飯田智明
演 - 安藤広郎
八国堂国語辞典の編集者。SNSのフォロワーが10万人を超えている。
- 中澤実子（第7話）

第7話
編集長
演 - 大場泰正
60代から80代向けの雑誌「悠々楽々」編集長。紙での発行を廃止しデジタル一本化することは困ると社長に直訴する。
秘書
演 - 新上貴美
五十嵐社長の秘書。
プレイヤー
演 - 米田敬、齋藤尚徳、渡部創
荒木公平が目撃した車椅子バスケのプレイヤーたち。
第8話
山目満治
演 - 松田龍平
株式会社サイバーブレス システム開発部 チーフエンジニア。「大渡海」デジタル版の開発者。
アナウンサー
演 - 住田洋
まもなく新元号発表の菅官房長官記者会見を伝える。
- 伊藤海月（第9話）、長野天音

最終話
医師
演 - 西野大作
松本朋佑の担当医。
女子高生
演 - 安達木乃、山本藍
新学期早々テストとかまじ「キャパい」と話している。
- 野上絵理、涼凪、源田愛莉那

### スタッフ（テレビドラマ）
- 原作 - 三浦しをん『舟を編む』[4]
- 脚本 - 蛭田直美[39]、塩塚夢（第5話共同執筆）
- 演出 - 塚本連平[39]、麻生学[39]、安食大輔
- 音楽 - Face 2 fAKE[4]
- 辞書監修 - 山本康一（三省堂）
- 辞書考証 - 平木靖成（岩波書店）、大野美和（小学館）
- 製紙考証 - 楠澤哲（王子エフテックス）
- 板前指導 - 舘野雄二
- 絵画指導 - 秦健児
- 料理指導 - 赤堀博美
- 制作統括 - 高明希（AX-ON）[4]、訓覇圭（NHK）[4]
- プロデューサー - 岡宅真由美（アバンズゲート）[4]、西紀州（AX-ON）[4]
- 制作著作 - NHK、AX-ON

### 放送日程
| 各話   | 放送日  | ラテ欄                     | 脚本            | 演出     |
| ------ | ------- | -------------------------- | --------------- | -------- |
| 第1話  | 2月18日 | 辞書作りに13年かけるとは   | 蛭田直美        | 塚本連平 |
| 第2話  | 2月25日 | "恋愛"の語釈をどう考える   | 蛭田直美        | 塚本連平 |
| 第3話  | 3月03日 | 水木しげるは辞書に収まるか | 蛭田直美        | 塚本連平 |
| 第4話  | 3月10日 | 辞書に載せるカッパの絵の謎 | 蛭田直美        | 麻生学   |
| 第5話  | 3月17日 | 辞書引き学習が映し出す親心 | 蛭田直美 塩塚夢 | 麻生学   |
| 第6話  | 3月24日 | 紙の辞書は今の時代に必要か | 蛭田直美        | 麻生学   |
| 第7話  | 3月31日 | 紙の辞書が生き残る為の秘密 | 蛭田直美        | 安食大輔 |
| 第8話  | 4月07日 | 究極の紙の色彩は辞書の血潮 | 蛭田直美        | 安食大輔 |
| 第9話  | 4月14日 | 辞書にあるべき言葉が無い!? | 蛭田直美        | 麻生学   |
| 最終話 | 4月21日 |                            | 蛭田直美        | 麻生学   |

### 受賞歴
- ギャラクシー賞 2024年4月度 月刊賞[82]
- ワールド・メディア・フェスティバル2025（ドイツ）[83]
  - Entertainment：Omnia Open部門金賞

| NHK BSプレミアム4K・NHK BS プレミアムドラマ         | NHK BSプレミアム4K・NHK BS プレミアムドラマ                  | NHK BSプレミアム4K・NHK BS プレミアムドラマ                    |
| 前番組                                              | 番組名                                                       | 次番組                                                         |
| --------------------------------------------------- | ------------------------------------------------------------ | -------------------------------------------------------------- |
| 仮想儀礼 （2023年12月3日 - 2024年2月11日）          | 舟を編む 〜私、辞書つくります〜 （2024年2月18日 - 4月21日）  | 老害の人 （2024年5月5日 - 6月2日）                             |
| NHK総合 ドラマ10                                    |                                                              |                                                                |
| しあわせは食べて寝て待て （2025年4月1日 - 5月27日） | 舟を編む 〜私、辞書つくります〜 （2025年6月17日 - 〈予定〉） | シバのおきて ～われら犬バカ編集部～ （2025年9月30日-〈予定〉） |